# Touraco du Rwenzori
Ruwenzorornis johnstoni
Genre
Espèce
Statut de conservation UICN

 LC  : Préoccupation mineure
Le Touraco du Rwenzori (Ruwenzorornis johnstoni, syn. : Gallirex johnstoni, Musophaga johnstoni), connu aussi en tant que Touraco du Ruwenzori, est une espèce d'oiseaux africain, de la famille des Musophagidae. C'est la seule espèce de son genre.
Cet oiseau peuple les forêts d'altitude du rift Albertin.